# 張錄 (正德進士)
張錄（1480年—？），字宗制，山東承宣布政使司兗州府城武縣（今山東省成武縣）人，明朝政治人物。

## 生平
正德二年（1507年）丁卯科山東鄉試第三十八名，正德六年（1511年）辛未科進士。授太常博士，十五年四月擢授貴州道試御史。嘉靖初，伏闕爭議「大禮」，被下獄廷杖。後出按畿輔，彈劾宣府諸將失事。时西域进贡狮子、犀牛，张录上言明主不应该珍贵异物，请求推却其贡品。嘉靖五年，大同兵变，朝廷派遣侍郎胡瓒兴师问罪，复使张录出按大同，所至宣布朝廷恩威，叛卒始安。因在議大禮中与張璁、桂萼意见相左，遂反對張璁擢任兵部侍郎，言「祖宗之法不可变，侥幸之途不可啓」，为張璁所忌恨。後後璁以侍郎總管御史臺事，言張錄不諳憲體，遂被罷免歸鄉。家居二十年，卒。

## 家族
曾祖父張嚴；祖父張敬；父親張聰。嫡母祝氏；生母劉氏。具庆下。